# 瑪麗亞·尤金娜
瑪麗亞·維尼亞米諾夫娜·尤金娜（俄语：Мари́я Вениами́новна Ю́дина，羅馬化：Maríja Veniamínovna Júdina，1899年9月9日—1970年11月19日）是蘇聯時代著名鋼琴音樂家。

## 生平

### 早年
瑪麗亞·尤金娜出生在俄羅斯帝國維捷布斯克省涅韋爾的一個猶太家庭。她是著名醫生和法醫專家維尼亞明·尤金和他第一任妻子賴莎·雅科夫列夫娜·尤金娜（1868-1918）的第四個孩子。1912年尤金娜進入聖彼得堡音樂學院學習音樂，從師安娜·葉西波娃和列昂尼德·弗拉基米羅維奇·尼古拉耶夫。除此之外，她還曾經一度成爲費利克斯·布魯門費爾德的門徒。她的同學中包括德米特里·肖斯塔科維奇、弗拉基米爾·索夫羅尼茨基等著名音樂家。她的同學回憶說：十幾歲的尤金娜個子很高，有點笨重，言談舉止比她的年齡更顯得成熟。1917年俄國十月革命所引發的社會動亂以及她的母親離世，使她於1918年一度休學，在恢復學業之後，除了繼續深造音樂之外，她在1921年至1922之間還參加了聖彼得堡大學的歷史哲學系講座，并完成了神學研究，之前1919年在一次短暫的返鄉旅行中，她被吸引到了一個熱衷於研究黑格爾、康德哲學的朋友圈子裏，其中大多是都是皈依東正教的猶太人，受此影響，她也從猶太教皈依了東正教。

### 職業生涯

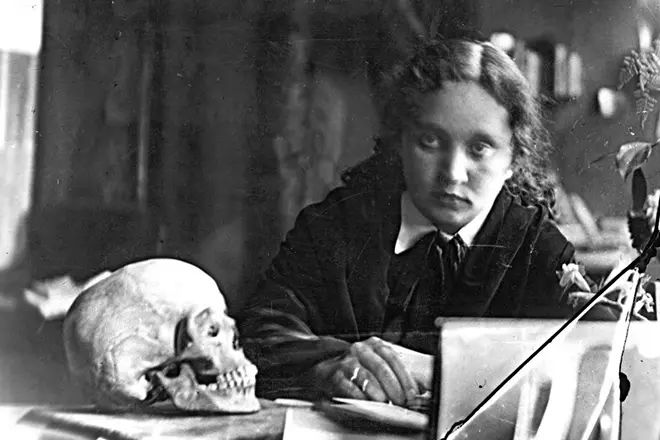
聖彼得堡音樂學院時代的尤金娜（攝於1922年）

1921年尤金娜畢業於聖彼得堡音樂學院。畢業後，尤金娜留在聖彼得堡音樂學院任教。在大力鏟除宗教的蘇聯共產制度之下，由於她不放棄其宗教信仰而在1930年被校方解雇。之後的數年之内她一直處於失業和無家可歸的窘境，在她生活困難時期，得到了來自同學肖斯塔科維奇的幫助。1932年至1933年之間，她被邀請到第比利斯國家音樂學院擔任教授研究生的鋼琴課程。1936年在海因里希·古斯塔沃维奇·涅高兹的推薦下，尤金娜去了莫斯科音樂學院的鋼琴係任教，之後在那裏她一直任教至1951年。
蘇德戰爭爆發之後，尤金娜身在列寧格勒，在列寧格勒圍城戰期間，她和肖斯塔科維奇一起經常為人們演奏音樂，激勵和安撫面臨飢餓和死亡的市民們。1944年，作爲兼職，她接受了音樂教育家葉列娜·法比阿諾夫娜·格涅西娜的邀請，在格涅辛音樂學院室内樂合奏課和聲樂課執教。
戰後，由於她長期堅持宗教信仰以及提倡現代西方音樂，1960年她被格涅辛音樂學院除名。之後雖然她可以公演，但是她的獨奏會被禁止錄製。1961年在列寧格勒的一次鋼琴演奏會上，爲了追思逝世的文學家鲍里斯·列昂尼多維奇·帕斯捷爾納克，在演奏結束後，作爲加演節目，尤金娜當場朗誦了帕斯捷爾納克的詩，她的此舉觸怒了蘇聯當局，在此之後的五年之内她被禁止公開演出。
1962年斯特拉文斯基首次回到革命後的蘇聯，時年斯特拉文斯基年滿80歲，尤金娜參加了為祝賀斯特拉文斯基的80歲誕辰舉辦的音樂會，據説這次斯特拉文斯基的短暫蘇聯之旅是與尤金娜通信中接受了她的建議邀請而成行的。
1966年蘇聯政府對她的演奏音樂會禁令解除之後，她在莫斯科音樂學院舉辦了一系列關於浪漫主義音樂題材的講座。1969年5月，尤金娜舉辦了她人生的最後一場音樂會。
雖然尤金娜没有公開批評任何政治家和蘇聯社會制度，但由於她堅持宗教信仰，因而她的鋼琴職業活動一直遭受到蘇聯當局的限制和打壓，作爲國際音樂交流，她除了1950年與肖斯塔科維奇參加了萊比錫巴赫音樂節以及1954年在波蘭演出以外，她從未去過西方國家舉辦音樂會。
1970年11月19日尤金娜在莫斯科去世，在她去世前四個月，特意去了生前摯友帕斯捷爾納克的墓地祭奠。在為她舉行的葬禮上，鋼琴家斯維亞托斯拉夫·里希特演奏了拉赫瑪尼諾夫的鋼琴曲。她去世後被下葬在位於莫斯科列福爾托沃區的維登斯科耶公墓，公墓内的安葬者大都為東正教和天主教信徒，其中不乏知名的文學家、藝術家等。

## 軼事及其他
斯大林唱片的傳説
蘇聯時代的音樂評論家所羅門·沃爾科夫根據肖斯塔科維奇的口述，於1979年在美國發表的著作《證言》中談到了1944年的一個晚上，斯大林在廣播中聼到了尤金娜演奏的莫扎特的作品“A大調第23鋼琴協奏曲K.488”之後這樣寫道：
|  | 斯大林第二天打電話給廣播電臺，問有沒有這張唱片，他又説：‘是尤金娜演奏的。’他們對斯大林說當然有。其實他們并沒有這張唱片，因爲音樂會是實況轉播的。但是他們不敢對斯大林說沒有，因爲不知道會招致什麽結果……斯大林要他們把尤金娜演奏的莫扎特鋼琴協奏曲的唱片送到他的別墅去。委員會慌了，但是他們必須想個辦法。當晚，他們把尤金娜和管弦樂隊叫去錄製了唱片，所有的人都嚇得發抖，當然尤金娜除外。她是個例外，因爲她誰都不放在眼裏。事後，尤金娜告訴我，指揮嚇得腦筋都動不了了，人們不得不送他回家，另外又請來一位指揮。第二位指揮戰戰兢兢把什麽都搞混了，樂隊也給他弄糊塗了。來了第三位指揮總算是完成了錄音。……到了早晨，唱片總算準備好了。他們只製作了一張唱片，把它送給了斯大林。這是一張創紀錄的唱片，創唯唯諾諾的記錄。不久，尤金娜收到了一個裝了兩萬盧布的封袋。有人告訴她，這是在斯大林的明確指示下送來的。於是她給斯大林寫了一封信。我聽她説過這封信。我知道這件事看上去簡直不可相信，但是，尤金娜雖然有很多怪癖，我還是可以說一句話：她從來不撒謊。我相信她説的是真的。尤金娜她在信中寫了這樣的話：‘謝謝你的幫助，約瑟夫·維薩里昂諾維奇。我將日夜爲你禱告，求主原諒你在人們和國家面前犯下的大罪。主是仁慈的，祂一定會原諒你。我把錢給了我所參加的教會。’尤金娜把這封自取滅亡的信寄給了斯大林。他讀了這封信，一句話也沒説。他們預期他至少要皺一下眉毛。當然，逮捕尤金娜的命令已經準備好了。只要他稍稍周一眉頭就能叫她消失得無影無蹤。但是斯大林一言不發，默默地把信放在一邊，傍邊人等著的皺眉頭的表情也沒有出現。尤金娜什麽事也沒有。他們説，當領袖和導師被發現已經死在他的別墅裏的時候，唱機上放著的唱片是她演奏的莫扎特鋼琴協奏曲。這是他最後聽到的東西。 |

關於尤金娜是否真的給斯大林寫過這樣的信，2022年3月耶魯大學出版社公開發行的《烈火琴師》（Playing with fire）一書作者，曾經在莫斯科音樂學院從師姆斯季斯拉夫·羅斯特羅波維奇的英國大提琴音樂家兼作家伊麗莎白·威爾森（Elizabeth Wilson）對此表示質疑，她認爲這個傳聞可信度不大，因爲它除了肖斯塔科維奇的敘述之外，沒有得到其他渠道佐證，因此不排除肖斯塔科維奇有誇大其詞的可能。

## 評價與影響
尤金娜將虔誠信仰的情感傾注在鋼琴演奏上，其所展現的技巧、靈性以及音色風格得到了世人贊譽。
肖斯塔科維奇的評價
對尤金娜和肖斯塔科維奇來説，彼此在對方心目中都占有很重要的位置。他們不僅曾經同窗共讀，也在後來的音樂事業方面彼此合作。在肖斯塔科維奇的回憶錄中，用很大筆墨描述了尤金娜的生前軼事。在肖斯塔科維奇的眼裏，“尤金娜是一個怪異和孤獨的人。從外表上看，尤金娜的彈奏沒有多少女性的特徵。她通常彈得很有氣勢，很有力量，像男人一樣。她的手很有力。頗像男人的，手指長長的，很强健。她擡手時有一種獨特的手勢，用一個陳腐的比喻，像鷹爪。但是，當然，尤金娜還是一個婦女，在她的生活中，一切純女性的感情起了重要作用。……就我所知，尤金娜一上臺總是人滿爲患，她作爲名鋼琴家完全名副其實，但是人們還常説她是個聖徒”。她總是對肖斯塔科維奇說：“你離上帝很遠，你一定要靠近上帝。”在肖斯塔科維奇眼裏，尤金娜不僅是出色的鋼琴家，而且爲人正派、善良，但她又是一個歇斯底裏的教徒，只要受到感動，她就會跪下來親吻人的手，這點卻讓肖斯塔科維奇很難接受。
其他人的評價
俄國鋼琴家斯維亞托斯拉夫·里赫特這樣評價道：她才華橫溢，在她那個時代，她是時代音樂的積極倡導者。她演奏她所崇拜的斯特拉文斯基、保羅·欣德米特、恩斯特·克热内克、巴托克·貝拉等音樂家的作品，這些作品在蘇聯不僅不爲人知，實際上也是被禁止的。當她演奏浪漫主義音樂時，令人印象深刻……記得有一次她演奏肖邦夜曲的第二樂章降E大調時表現得如此豪壯，它聽起來不再像鋼琴，而是小號。它仿佛已經不是肖邦的作品了，而是尤金娜的作品。”
蘇聯時代的著名音樂評論家和作曲家包格丹諾夫·貝瑞佐夫斯基（1903-1971）評論道：“這個有一頭平滑柔順髮絲與小巧臉蛋的女人穿著一件暗色外衣，旁若無人似的走上舞臺并在鋼琴前坐了下來。她用手帕擦拭自己的手與琴鍵後又靜默了一陣子，所有優雅的動作似乎都在為某件不尋常而且有意義的事做準備。所有的等待都是為了净化情感，而尤金娜的演出也不讓在場的聽衆失望。”
與尤金娜生活在同時代，並成爲尤金娜的摯友的哲學家、符號學家、文學評論家米哈伊爾·米哈伊洛維奇·巴赫京評論道：“"她具有相當罕見的哲學思考能力，只有那個時代的人才能做到。衆所周知，這個世界懂得哲學的人很多，但能成爲哲學家的人卻很少，尤金娜就是其中之一。她本可以成爲哲學家，而這在女性中更是罕見。”
名列20世紀傑出鋼琴家
1999年飛利浦唱片公司發行了一套標題爲《20世紀偉大鋼琴家》唱片集，这套唱片集共100集，收錄了包括尤金娜在内的20世紀全世界72位鋼琴家的演奏作品，每集附有兩張CD唱片和一本介紹該鋼琴家和作品的小册子。

## 外部連結
- 维基共享资源上的相關多媒體資源：瑪麗亞·尤金娜
- 瑪麗亞·尤金娜的Discogs页面（英文）
- 1944年瑪麗亞·尤金娜演奏“A大調第23鋼琴協奏曲K.488”錄音唱片 （页面存档备份，存于）
- 尤金娜與蘇聯國家廣播交響樂團演奏的貝多芬《降E大調第五鋼琴協奏曲“皇帝”》（作品第73號） 1950年錄製 （页面存档备份，存于）
- 尤金娜演奏的貝多芬《C小調第三十二號鋼琴奏鳴曲》（作品111號号）1958年錄製 （页面存档备份，存于）
- 尤金娜演奏的蕭邦升C小調夜曲 （页面存档备份，存于）